# Ch'in Chia
Ch'in Chia (en chino: 秦嘉, nombre de cortesía: Shih-hui) conocido también como  Qin Jia  (siglo I a. C.-siglo I d. C.) fue un poeta chino de la dinastía Han.

## Biografía
Era originario de Lunghsi y su esposa Hsu Shu era también poetisa. Mantenían una unión armoniosa y es muy conocida su correspondencia mutua. Como alto funcionario, fue convocado a la capital, Luoyang, pero su esposa enfermó y tuvo que quedarse en casa con sus padres, así que no pudo despedirse personalmente. En su lugar le envió una serie de tres poemas, titulados "Poemas para mi esposa". Ella le contestó del mismo modo, enviándole amorosos poemas propios, como:
¡Oh! Ojalá fuera tu sombra
para no separarme de tu querido ser.
Espero que disfrutes de la capital
y no te entristezca mi azoramiento.,....

## Legado e influencia
Una edición de 1968 del China Today explica: " Se supone que Ch'in Chia y su esposa Hsu Shu son una pareja de enamorados constantes y profundos y, por lo tanto, las personas se han referido a ellos como tales en épocas posteriores cuando alaban la felicidad conyugal".
Anne Birrell, en Games Poets Play, afirmó: "La expresión de Ch'in Chia de melancolía impotente y cumplidos elegantes y galantes influyeron en el desarrollo de poemas sobre el amor conyugal".